# Mariusz Muskat
Mariusz Muskat (ur. 12 marca 1947 w Bydgoszczy) – polski socjolog i dziennikarz, działacz opozycji w okresie PRL. Syn Tadeusza Władysława Muskata, pasierb Stanisławy Fleszarowej-Muskat.

## Życiorys
W 1970 ukończył studia na Wydziale Filozoficzno-Historycznym Uniwersytetu Jagiellońskiego w Krakowie. W trakcie studiów w marcu 1968 uczestniczył w protestach studenckich, za co pozbawiono go stypendium i możliwości pracy naukowej na uczelni.
Od 1970 do 1974 był pracownikiem Dyrekcji Okręgowej Kolei Państwowych w Gdańsku i Gdyni, od 1973 do 1977 był doktorantem na Wydziale Nauk Społecznych Uniwersytetu Warszawskiego. Od 1974 do 1979 był pracownikiem Instytutu Filozofii i Socjologii PAN w Gdańsku, równolegle pracował w Stoczni Gdańskiej im. Lenina.
Od 1977 był współpracownikiem KSS KOR i gdańskiego Studenckiego Komitetu Solidarności. Był drukarzem oraz kolporterem pism i wydawnictw niezależnych, oraz organizatorem spotkań samokształceniowych. 16 grudnia 1977 wraz z Błażejem Wyszkowskim organizował pierwszą po 1971 niezależną uroczystość składania wieńców pod bramą nr 2 Stoczni Gdańskiej w rocznicę wydarzeń grudnia 1970. Od 1978 był współpracownikiem Wolnych Związków Zawodowych Wybrzeża.
W sierpniu 1980 był uczestnikiem strajku w Stoczni Gdańskiej. Pełnił funkcje tłumacza i członka służb informacyjnych. Od 1980 był członkiem NSZZ „Solidarność”, kierownikiem Zespołu Analiz Bieżących Ośrodka Prac Społeczno-Zawodowych przy MKZ Gdańsk, zaś od 1 grudnia 1981 kierownikiem Działu Informacji i Propagandy Komisji Krajowej.
Od 13 grudnia 1981 do 9 marca 1982, był internowany w Strzebielinku. Początkowo bez możliwości zatrudnienia, od 1983 do 1994 był pracownikiem firmy dezynsekcyjno-dezynfekcyjno-deratyzacyjnej, zaś w 1995 został jej właścicielem.
Na początku lat dziewięćdziesiątych zatrudniony był również na pół etatu w Pracowni Badań Społecznych w Sopocie, w 1992 był właścicielem firmy badań społecznych. W latach 1990–1991 publikował w „Tygodniku Gdańskim”, na przełomie l. 90. i w 2000 w magazynie anarchistycznym „Mać Pariadka”, w 2000 w „Arcanach”, od 2006 w kwartalniku społeczno-politycznym "Obywatel", a następnie "Nowy Obywatel", w którym zasiada w Radzie honorowej.
W 2006 został odznaczony Krzyżem Oficerskim Orderu Odrodzenia Polski.